# یواس‌اس کریشنا (ای‌آرال-۳۸)
یواس‌اس کریشنا (ای‌آرال-۳۸) (به انگلیسی: USS Krishna (ARL-38)) یک کشتی بود که طول آن ۳۲۸ فوت (۱۰۰ متر) بود. این کشتی در سال ۱۹۴۵ ساخته شد.